# Donato Bilancia
 Donato Bilancia (* 10. Juli 1951 in Potenza; † 17. Dezember 2020 in Padua) war ein italienischer Serienmörder, der als Das Monster von Ligurien (il mostro della Liguria), Der Zug(fahrten)mörder (L’assassino dei treni) oder unter seinem Pseudonym Walter bzw. Walterino bekannt war.

## Kindheit
Donato Bilancia wurde 1951 im süditalienischen Potenza geboren. Als er fünf Jahre alt war, zog er mit seiner Familie nach Norditalien – zuerst in das Piemont, danach nach Genua in der Region Ligurien.

## Morde
Bilancia litt unter einer schwierigen Kindheit, Spielsucht, den Schulden und lebte allein. Seinen ersten Mord beging er im Oktober 1997 an seinem Freund Giorgio Centenaro, gegen den er in einem manipulierten Kartenspiel 185.000 Pfund Sterling verloren hatte. Einen zweiten beteiligten Freund, Maurizio Parenti, und dessen Frau erschoss er dann in deren Haus.
Nach eigenen Aussagen nun auf den Geschmack des Mordens gekommen, ermordete Bilancia in den folgenden Monaten weitere vierzehn Personen: zwei Juweliere, drei Nachtwächter, zwei Geldwechsler, vier Prostituierte, zwei junge Frauen auf Zugfahrten sowie einen Tankwart. Von seinen Opfern überlebte nur eine transsexuelle Prostituierte.

## Verhaftung
Nachdem man Donato Bilancia am 6. Mai 1998 in Genua verhaftet hatte, gab er zu, seit Oktober 1997 ca. 17 Menschen erschossen zu haben. Das Genmaterial am Zigarettenfilter führte zu seiner Überführung. Zu dem Motiv äußerte er sich nicht. Für einen Skandal sorgte in Italien die Fernsehsendung Domenica In, die zur besten Sonntagnachmittagszeit ein einstündiges Interview mit Bilancia ausstrahlte. Bilancia äußerte sich in der Sendung wie folgt: „Ich verließ das Haus und entschied zu töten, so wie ich hätte entscheiden können, in ein Restaurant zu gehen.“
Donato Bilancia wurde wegen Mordes in 17 Fällen zu lebenslänglicher und wegen versuchten Mordes in einem Fall zu 14 Jahren Haft verurteilt.

## Tod
Er starb im Dezember 2020 im Due-Palazzi-Gefängnis in Padua an den Folgen einer COVID-19-Erkrankung.